# ラグナストライクエンジェルズ
『ラグナストライクエンジェルズ』（RAGNASTRIKE ANGELS）はDMM.com（DMM GAMES）より2016年12月にリリースされたブラウザゲームおよびスマートフォン向けゲームアプリ。略称は『ラグスト』。
開発担当のディンゴの事業停止に伴い配信および運営の終了を発表、2017年5月31日12時をもって全てのサービスを終了した。

## ストーリー
E.R.2035年。突如現れた巨大生命体「フィアレム」に対し人類は敗北寸前にまで至る。大量導入した戦闘用アンドロイドも通用しなかったことから、細胞成長因子による生物巨大化技術を軍事転用し、人類を巨大化させてこれに立ち向かうことにした。
プレイヤーは対フィアレム特化部隊「ラグナストライカーズ」の特務官となり、部隊に所属する6人の美少女とともにフィアレムに戦いを挑む。

## キャラクター
姉守綾乃
声 - 黒沢ともよ
誕生日 7月7日 / 星座 かに座 / 血液型 O型 / 身長 156.5cm / 巨大化時の身長 38.0m
自由奔放で甘え上手。正義感が強いが、引きこもり癖がある
美姫もか
声 - 水瀬いのり
誕生日 2月4日 / 星座 みずがめ座 / 血液型 B型 / 身長 148.0cm / 巨大化時の身長 37.6m
純真無垢で、チームのマスコット的存在。アイドルを目指している。コスプレマニア。
那波ナギサ
声 - 佐倉綾音
誕生日 3月13日 / 星座 うお座 / 血液型 AB型 / 身長 163.0cm / 巨大化時の身長 39.6m
クールに見えるが実は純粋無垢で恋愛に奥手。IQ200の天才。
華ノ宮伊月
声 - 内田真礼
誕生日 8月9日 / 星座 しし座 / 血液型 A型 / 身長 160.0cm / 巨大化時の身長 38.8m
名門・華ノ宮家の一人娘。気高く振る舞い、上昇志向が強いが、庶民の暮らしに興味津々。
東条ひなた
声 - 渕上舞
誕生日 9月17日 / 星座 おとめ座 / 血液型 O型 / 身長 157.0cm / 巨大化時の身長 38.1m
おっとりしていて、誰にでも優しい性格。家事全般が得意だが、料理の出来が奇抜なところが難点。
御堂かすみ バーネット
声 - 悠木碧
誕生日 1月11日 / 星座 やぎ座 / 血液型 A型 / 身長 141.0cm / 巨大化時の身長 34.2m
巨大化実験に失敗して外見年齢が14歳になってしまった元軍人。年下扱いを嫌う。正義感と責任感は強い。
柊理緒
声 - 中原麻衣
誕生日 10月26日 / 星座 さそり座 / 血液型 AB型 / 身長 161.0cm
ラグナストライカーズの司令官。国防軍の特殊部隊出身。ストイックな性格。
エレノア・ソノダ
声 - 小清水亜美
誕生日 11月30日 / 星座 いて座 / 血液型 B型 / 身長 159.0cm
ラグナストライカーズ補佐官。面倒見が良く、あっけらかんとした性格だが、私生活は自堕落。酒好き。

## 主題歌
「絆のチカラ」
作詞 - 千葉真弓 / 作曲・編曲 - 千葉"naotyu-"直樹 / 歌 - 姉守綾乃（黒沢ともよ）

## テレビアニメ
2016年4月より6月にかけて、TVCM枠を使用した「1話30秒」の超短編アニメとして放送された。ストーリー的な流れはフィアレム襲来→ラグナストライカーズ出撃→ピンチに陥る→特務官（プレイヤー）就任→ゲームへと続く。

### スタッフ
- 原作 - 庄司竜也 / DINGO・Aniplex Mobile
- 監督 - 和田純一
- アニメーションシナリオ - 菊池たけし
- キャラクター原案 - 深崎暮人
- アニメーションキャラクターデザイン - 今西亨
- 美術デザイン - ロマン・トマ
- アニメーション制作 - サテライト（ゲーム本編のOPムービーも担当）

### 各話リスト
ニコニコチャンネル配信分に表記あり。
| 話数 | サブタイトル                      |
| ---- | --------------------------------- |
| 01   | プロローグ ―邂逅―                 |
| 02   | まどろみの炬燵                    |
| 03   | あったかいんです                  |
| 04   | 綾乃、いきます!                   |
| 05   | だって女の子だもん                |
| 06   | フィアレム迎撃戦                  |
| 07   | 戦士にだってお風呂は必要なんです! |
| 08   | ナイストーク!!                    |
| 09   | ぷしっ                            |
| 10   | すべてを守るために                |
| 11   | 絶望の空                          |
| 12   | 希望                              |

### 放送局
| 放送期間               | 放送時間                           | 放送局       | 対象地域 | 備考                  |
| ---------------------- | ---------------------------------- | ------------ | -------- | --------------------- |
| 2016年4月3日 - 6月19日 | 日曜 0:56:00 - 0:56:30（土曜深夜） | TOKYO MX     | 東京都   |                       |
|                        |                                    | とちぎテレビ | 栃木県   |                       |
|                        |                                    | 群馬テレビ   | 群馬県   |                       |
|                        |                                    | BS11         | 日本全域 | BS放送 / 『ANIME+』枠 |

全局、『学戦都市アスタリスク』内のCM枠で放映された。
| 配信期間               | 配信時間                   | 配信サイト         | 備考                      |
| ---------------------- | -------------------------- | ------------------ | ------------------------- |
| 2016年4月3日 - 6月19日 | 日曜 0:56（土曜深夜） 更新 | ニコニコチャンネル | 全話無料配信 次回予告あり |

なお6月25日の同時刻にはゲーム本編のオープニングムービーが配信されている。